# USS Baya (SS-318)
USS Baya (SS-318) — підводний човен військово-морських сил США типу «Балао», споруджений під час Другої Світової війни.
Човен спорудила компанія General Dynamics Electric Boat на верфі у Гротоні, штат Коннектикут. Після проходження випробувань поблизу Нью-Лондону (Коннектикут), Ньюпорту (Род-Айленд), в протоці Лонг-Айленд та біля Соломонових островів (штат Меріленд) човен 4 липня 1944-го вирушив до місця служби та 1 серпня прибув до Перл-Гарбору, де увійшов до складу Тихоокеанського флоту.

## Походи
Всього човен здійснив п'ять бойових походів.

### 1-й похід
23 серпня 1944-го Baya у складі «вовчої зграї», до якої також входили підводні човни Hawkbill та Becuna, відбув для бойових дій в районі між Філіппінами та архіпелагом Палау (американці якраз готувались до десантної операції на останній, котра почалась 15 вересня). З 4 по 6 вересня «зграя» пройшла бункерування на Сайпані, після чого попрямувала у визначений для неї район. Середину вересня Baya провів на захід від Палау, після чого на початку останньої декади місяця наблизився до південної групи островів Рюкю, а 25 вересня пройшов через Лусонську протоку до нового району дій в Південно-Китайському морі. Тут 7 жовтня в районі за 550 кілометрів на захід від Маніли він разом з Hawkbill потопив переобладнану плавучу базу гідролітаків «Кінугаса-Мару» (8407 тон). У середині місяця Baya пройшов через протоку Ломбок та завершив похід у Фрімантлі на західному узбережжі Австралії.

### 2-й похід
14 листопада 1944-го човен знову попрямував до Південно-Китайського моря. Втім, виявлена несправність змусила повернутись на базу, так що у підсумку Baya остаточно вийшов з Фрімантлу лише 19 листопада. За три доби він зайшов для бункерування у бухту Ексмут, а в ніч з 25 на 26 листопада пройшов через протоку Ломбок. Через місяць знаходження у зоні патрулювання, 27 грудня, човен за півтори сотні кілометрів північніше від островів Спратлі зустрів японське з'єднання із двох крейсерів, трьох ескадрених та трьох ескортних міноносців. Baya вийшов у атаку та безрезультатно випустив шість торпед по цілі, якою, ймовірно, був есмінець «Асашимо». У підсумку 12 січня 1945-го човен знову прибув до Фрімантлу.

### 3-й похід
10 лютого 1945-го Baya покинув австралійську базу та попрямував до Південно-Китайського моря, маючи завдання діяти там разом із підводним човном Hammerhead. На початку березня біля узбережжя В'єтнаму Baya атакував конвой HI-98 та потопив танкер. А 21 березня неподалік від входу до бухти Камрань човен знищив переобладнаний мисливець за підводними човнами зі складу конвою HI-88-I. 27 березня Baya завершив похід у бухті Субік-Бей на Філіппінах.

### 4-й похід
20 квітня 1945-го човен вирушив повз узбережжя В'єтнаму до Малаї. Тут 2 травня він безуспішно атакував шістьома торпедами мінний загороджувач Хацутака, котрий йшов у охроні конвою. Baya переслідував конвой до перших годин 4 травня, проте так і не зміг досягти успіху (а от Хацутака потопив інший підводний човен Lagarto). Далі Baya перейшов у Яванське море, де в середині травня зміг потопити танкер. Наступного дня він пройшов протоку Ломбок, а 18 травня прибув до Фрімантлу.

### 5-й похід
14 червня 1945-го човен вийшов із бази, проте, як і у 2-му поході, був вимушений повернутись до неї (на цей раз через пожежу). 20 червня Baya знову полишив австралійське узбережжя та попрямував до району патрулювання в Яванському морі. 27 червня дещо менш ніж за сотню кілометрів на північ від острова Ломбок човен безрезультатно випустив шість торпед по цілі, визначеній ним як мінний загороджувач. 30 червня за двісті кілометрів на південний схід від Ломбоку Baya разом із підводним човном Capitaine атакував артилерією конвой MASU-705, котрий складався із трьох малих транспортних суден під охороною мисливця за підводними човнами та переобладнаного тральщика. У результаті бою було потоплене судно Bandai Maru, проте через активну протидію інших кораблів та суден човни не змогли продовжити атаку. 16 липня приблизно на півдороги між Сурабаєю та Макассаром Baya потопив міноносець «Карі», котрий виконував транспортний рейс на острів Амбон. 31 липня човен завершив свій похід у бухті Субік-Бей.

## Післявоєнна доля
Навесні 1946-го Baya вивели в резерв, а за два роки переобладнали для випробувань електронного обладнання. Протягом наступного десятиліття він використовувався у дослідницьких цілях, а в 1958—1959 роках був знову серйозно модернізований в межах програми LORAD (LOng RAnge Detection «виявлення на великих відстанях»).
12 жовтня 1973-го Baya продали на злам.

## Бойовий рахунок
| Дата       | Назва                            | Тип                                            | Тоннаж | Місце            |
| 7.10.1944  | Кінугаса Мару (разом з Hawkbill) | переобладнана плавуча база гідролітаків        | 8407   | 14°30'N 115°47'E |
| 04.03.1945 | Палембанг Мару                   | танкер                                         | 5236   | 12°52'N 109°30'E |
| 21.03.1945 | Кейнан Мару                      | переобладнаний мисливець за підводними човнами | 524    | 11°55'N 109°18'E |
| 13.05.1945 | Йосей-Мару                       | танкер                                         | 2594   | 6°31'S 111°19'E  |
| 30.06.1945 | Bandai Maru (разом із Capitaine) | вантажне                                       |        | 6°27'S 117°13'E  |
| 16.07.1945 | Карі                             | сторожовий корабель                            | 595    | 5°48'S 115°53'E  |